# Lima Blanco (khu tự quản)
Lima Blanco là một khu tự quản thuộc bang Cojedes, Venezuela. Thủ phủ của khu tự quản Lima Blanco đóng tại Macapo. Khự tự quản Lima Blanco có diện tích 133 km2, dân số theo điều tra dân số ngày 21 tháng 10 năm 2001 là 7825 người.